# Тутыр
Тутыр (осет. Тутыр) —  одно из главных божеств в осетинской мифологии и нартском эпосе, покровитель людей, ворующих скот, хозяин волков. Его имя произошло от имени святого Феодора Тирона.

## Мифология
Тутыр управлял волками, которые полностью подчинялись ему. Тутыр часто вступает в ссору с Фалварой — покровителем овец.

«Тутыр, обязанный своим именем святому Теодору, — повелитель волков; он им чаще всего даёт волю, но иногда сдерживает и морит голодом, заталкивая им в пасть увесистые камни. По роду своих обязанностей он часто не в ладах с покровителем овец Фалварой. Последний обладает ангельским терпением. Он даже окривел от удара, однажды нанесённого Тутыром»

Люди считали, что волки без воли Тутыра не могли нападать на домашний скот, поэтому считалось, что если призвать имя Тутыра во время нападения на скот волков, то те убегают. Чтобы сохранить скот от нападения волков, люди также пытались умилостивить Тутыра ежегодным праздником Тутырта во время первых трёх дней Великого поста (ср. Фёдорова неделя у православных славян). Этому празднику предшествовал строгий пост Тутыры комдаран. Накануне праздника приносилась жертва Тутыру в виде козла или барана и к Тутыру обращались с просьбой не насылать волков. Если этот обычай игнорировался, то считалось, что Тутыр разгневается и непременно прикажет волкам истребить скот, а то и самого человека, забывшего принести жертву Тутыру.
В нартском эпосе Тутыр — приятель нартов, которым он неоднократно помогал. Например, Сослан был закалён в волчьем молоке.

## Источник
- Дзадзиев А. Б. Этнография и мифология осетин, Владикавказ, 1994, стр. 143—144, ISBN 5-7534-0537-1
- Ж. Дюмезиль, Осетинский эпос и мифология, Владикавказ, изд. Наука, 2001.
- Туаллагов А. А. Тутыр.  // Nartamongæ. — 2017. — Vol. XII, № 1,2. — С. 205—233.